# Квасов, Андрей Васильевич
Андрей Васильевич Квасов (до 1720 — после 1777) — русский архитектор середины XVIII века, представитель елизаветинского барокко, закончивший свой жизненный путь главным архитектором Малороссии. Старший брат Ал. В. Квасова. Вопрос об атрибуции почти всех зданий, приписываемых Квасову, остаётся открытым.

## Биография
Впервые упоминается в 1734 году как ученик М. Г. Земцова в московской канцелярии от строений (Лефортовский и Анненгофский дворцы). При Елизавете Петровне работал с Б. Ф. Растрелли и С. Чевакинским над возведением Екатерининского дворца в Царском Селе в качестве подмастерья. Проектная модель, подготовленная Квасовым, не соответствует окончательному виду здания. Курировал работы по внутренней отделке помещений. В XIX веке его столичные проекты — включая церковь Спаса на Сенной и дворец канцлера Бестужева на берегу Невы — приписывались более знаменитому Растрелли.
Наиболее продуктивный период в жизни Квасова связан с работой на братьев Разумовских. Для Алексея он выстроил дворцы в Козельце, Гостилицах и (вероятно) Знаменке, а в 1748 г. отправился на Украину, где для К. Разумовского проектировал и застраивал новую столицу гетманства — Глухов. Возведённый им дворец в Батурине был полностью перестроен Ч. Камероном. Он в совершенстве освоил формы украинского барокко, о чём свидетельствует такое его произведение, как Собор Рождества Пресвятой Богородицы в Козельце.

## Проекты и постройки в Санкт-Петербурге
- Собственный дом архитектора А. В. Квасова, Большая Морская ул, 54 (1759—1760);
- Дом И. И. Перкина, Невский пр., 8 (1760);
- Дом П. И. Перкина, Невский пр. 10 (1760);
- Дом Л. Я. Овцова, Невский пр. 16 (1760);
- Церковь Успения Пресвятой Богородицы на Сенной пл., в соавторстве с Ф.-Б.Растрелли	(1753—1761)[2].